# Cim de la Mort
El Cim de la Mort és una muntanya de 482 metres que es troba al municipi de Gandesa, a la comarca de la Terra Alta.